# A termodinamika nulladik főtétele
A termodinamika nulladik főtétele egymással kölcsönhatásban lévő termodinamikai egyensúlyban lévő rendszerekről szóló állítás, mely a hőmérséklet fogalmának alapját is adja.
A legegyszerűbb fogalmazásban a termodinamika nulladik főtétele így szól:
Ha két termodinamikai rendszer hőegyensúlyban van egy harmadikkal, akkor egymással is hőegyensúlyban vannak
Más szavakkal: a nulladik főtétel azt mondja ki, hogy ha matematikailag bináris relációnak tekintjük, akkor a hőegyensúly tranzitív reláció.

## Története
A nulladik törvény kifejezést Ralph Fowler angol fizikus alkalmazta először. A törvény minden tekintetben alapvetőbb, mint a többi termodinamikai törvény. Mindazonáltal a 20. század első harmadáig senki sem tartotta szükségesnek, hogy formálisan is megfogalmazza. A termodinamika többi három törvénye már hosszú ideig a köztudatban volt, ezért kapta a nulladik számozást. Máig vita folyik arról, hogy milyen viszonyban van a többi törvénnyel.

## Összefoglalás
Egy rendszer termodinamikai egyensúlyban van, ha makroszkópikus jellemzői (például a nyomása, hőmérséklete, térfogata és így tovább) nem változnak az idő folyamán. Egy csésze forró kávé a konyhaasztalon nincs egyensúlyban a környezetével, mert fokozatosan lehűl, csökken a hőmérséklete. Amikor a hőmérsékletcsökkenése megáll, akkor szobahőmérsékleten marad, és egyensúlyban lesz környezetével.
Két rendszerről akkor mondják, hogy hőegyensúlyban van egymással, ha
- mindkét rendszer hőegyensúlyban van, és
- abban is marad, ha a két rendszert kölcsönhatásba hozzuk egymással, ahol a „kölcsönhatás” azt jelenti, hogy lehetséges közöttük a hőcsere, de nem lehetséges részecskék vagy munka cseréje. Még általánosabban, két rendszer termodinamikai egyensúly állapotában van akkor, ha anélkül, hogy termodinamikailag kölcsönhatásban lennének, állapotjelzőik nem változnának az időben.

Ilyen módon a hőegyensúly két termodinamikai rendszer közötti reláció. Matematikailag, a nulladik törvény kimondja, hogy ez a reláció egy ekvivalencia reláció. (Ehhez hozzá kellene tennünk, hogy az előbbiekben bennfoglaltatik, hogy a rendszer saját magával is hőegyensúlyban van.
A termodinamikai egyensúly empirikus tapasztalat szerint tranzitív, ami azt jelenti, hogy ha A rendszer és B rendszer termodinamikai egyensúlyban van és B rendszer és C rendszer szintén termodinamikai egyensúlyban van, akkor A és C rendszer is hőegyensúlyban van.

## A hőmérséklet és a nulladik törvény
Többen rámutattak (például Max Planck híres termodinamikai tankönyvében) hogy ez a törvény bizonyítja, hogy definiálhatunk egy hőmérséklet függvényt, vagy közérthetőbben, készíthetünk hőmérőt.
A termodinamikai paraméterek (állapotjelzők) terében az állandó hőmérsékletű helyek felületet alkotnak, melyek természetes sorrendben helyezkednek el a szomszédos felületektől. Ezek segítségével egyszerű megalkotni a hőmérsékletfüggvényt, mely az egyes állapotok folyamatos sorozatát alkotja. Megjegyzendő, hogy az állandó hőmérséklet felületének dimenziója eggyel kevesebb, mint a termodinamikai paraméterek száma (így például ideális gázok állapotát 3 termodinamikai paraméter határozza meg (például p, V és N, itt a felület 2D dimenziójú). Az ilyen módon definiált hőmérséklet nem emlékeztet a Celsius skálára, ez egy hőmérséklet függvény.
Például ha két ideális gázból álló rendszer egyensúlyban van, akkor
{\displaystyle {\frac {p_{1}V_{1}}{n_{1}}}={\frac {p_{2}V_{2}}{n_{2}}},}
ahol pi az i-edik rendszer nyomása, Vi a térfogata és ni a mólok száma a gázban.
A {\displaystyle PV/n=const} felület definiálja az egyenlő hőmérsékletű pontokat, és a kézenfekvő (de nem egyedüli) módszer arra, hogy megjelöljük ezeket a felületeket az, hogy így definiáljuk a T hőmérsékletet:
{\displaystyle {\frac {pV}{n}}=RT}
ahol R állandó. Ezeket a rendszereket ettől kezdve hőmérőnek használhatjuk, hogy más rendszereket kalibráljunk velük.